# Samuel Wilson (futbolista)
Samuel Wilson   (Chinandega, 4 d'abril de 1983) és un exfutbolista nicaragüenc de la dècada de 2000.
Fou 29 cops internacional amb la selecció de Nicaragua.
Pel que fa a clubs, destacà a Chinandega, Atlético Olanchano i Real Estelí FC.